# Campionati europei di ciclismo su strada 2007 - Gara in linea maschile Junior
La gara in linea maschile Junior dei Campionati europei di ciclismo su strada 2007 è stata corsa in Bulgaria, con arrivo a Sofia, su un percorso totale di 140 km. La medaglia d'oro è stata vinta dal polacco Michał Kwiatkowski con il tempo di 3h17'01" alla media di 42,63 km/h, l'argento al francese Fabien Taillefer e a completare il podio il norvegese Ole Haavardsholm.

## Ordine d'arrivo (Top 10)
| Pos. | Corridore          | Squadra     | Tempo    |
| ---- | ------------------ | ----------- | -------- |
| 1    | Michał Kwiatkowski | Polonia     | 3h17'01" |
| 2    | Fabien Taillefer   | Francia     | s.t.     |
| 3    | Ole Haavardsholm   | Norvegia    | s.t.     |
| 4    | Andrea Guardini    | Italia      | s.t.     |
| 5    | Mark McNally       | Regno Unito | s.t.     |
| 6    | Jon Aberasturi     | Spagna      | s.t.     |
| 7    | Gasper Mulej       | Slovenia    | s.t.     |
| 8    | Peter Sagan        | Slovacchia  | s.t.     |
| 9    | Pawel Borucki      | Polonia     | s.t.     |
| 10   | Artem Doskalenko   | Ucraina     | s.t.     |